# 施华蔻

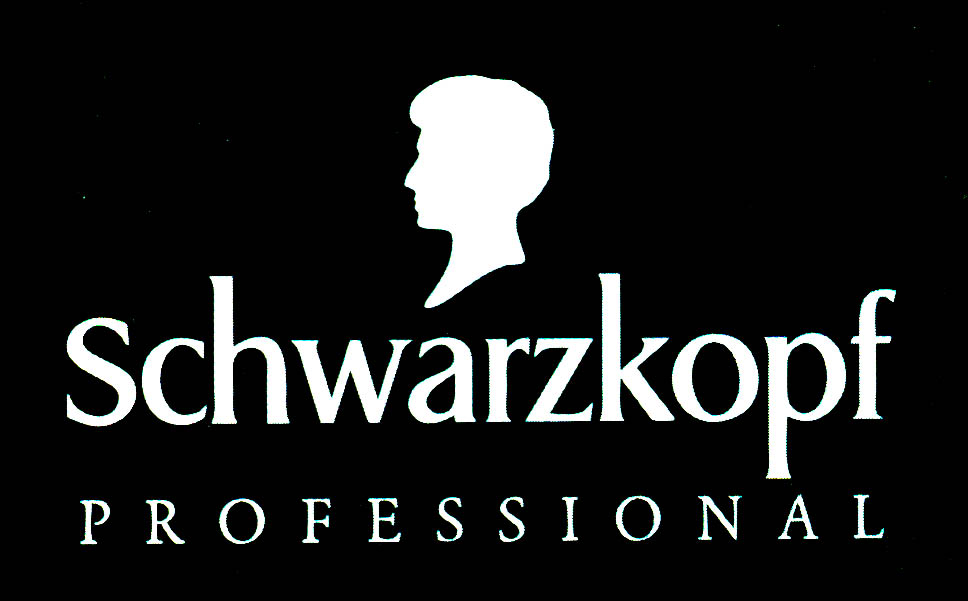
施华蔻的logo

施华蔻（德語：Schwarzkopf，意为“黑色的头”）是汉高公司旗下专注于美容护理的伞型品牌，该品牌的产品在超过125个国家销售。

## 历史
该品牌由汉斯·施瓦茨科普夫创立于1898年。1995年被汉高公司所收购，成为欧洲领先的护发用品供应商之一。